# Фрай, Малколм
Малколм Кертиниус Фрай (англ. Malcolm Curtenius Fry; род. 15 мая 2005 года, Гротон, Массачусетс, США) — американский футболист, полузащитник американского клуба «Нью-Инглэнд Революшн».

## Клубная карьера
Родился в Гротоне, штат Массачусетс в спортивной семье: его мать Гретхен играла в хоккей на траве, а отец Питер, учитель английского языка в средней школе, — в американский футбол. Однако все их дети (кроме Малколма его старший брат и младшая сестра) увлеклись футболом. С ранних лет ходил на матчи «Нью-Инглэнд Революшн» и болел за лондонский «Арсенал». В четырёхлетнем возрасте Малколм начал заниматься футболом в академии «Старз» в Леминстере. В 2017 году семья Фраев решила на год переехать на юг Франции, в Монпелье, где младший сын занимался в академии клуба «Кастельно-ле-Кре». Вернувшись в США, в 2019 году перешёл в академию главного клуба Бостона.
28 октября 2022 года подписал свой первый контракт со второй командой. 18 октября 2023 года подписал трёхлетний контракт с первой командой. Дебютировал 14 июля 2024 года в матче против «Орландо Сити», заменив на 88-й минуте Джакомо Вриони.